# پرونیکا
پرونیکا (به صربی: Perunika) یک منطقهٔ مسکونی در صربستان است که در کورشوملیا واقع شده‌است. پرونیکا ۶۴ نفر جمعیت دارد.